# 幸運星 (傻瓜龐克歌曲)
幸运儿是法国浩室电子舞曲二人组蠢朋克联合法瑞尔·威廉姆斯和尼尔·罗杰斯合作的单曲。其为蠢朋克第四张录音室专辑《超时空记忆》的首波主打单曲。在这首单曲正式发行之前，蠢朋克已在《周六夜现场》的广告时段放出了新专辑的消息，而此广告背景曲目正是当时尚未发行的幸运儿。广告播出之后，法瑞尔·威廉姆斯与尼尔·罗杰斯亦确认了在此曲中与蠢朋克的合作。并且此曲片段在关于专辑制作的影像纪录片“The Collaborator”中皆有出现。
从音乐的角度上讲，幸运儿是一首糅合了迪斯科与放克两种曲风的歌；而从歌词的角度上讲，法瑞尔表示这首歌是关于“与他人相遇的幸运”而非“仅仅只是关于男女之間的化学反应”（ The song is about the fortune of connecting with someone and not just about sexual chemistry.）在此曲片段曝光之后的几天，“幸运儿”以数字下载的形式于2013年4月19日正式发行。此曲正式发行后，引起各路网友竞相翻唱（或恶搞），而平面/网络媒体亦给出单曲本身正面积极评价。幸运儿在超过32个国家/地区的音乐排行榜上登顶前十位，且单曲销售量也达到了730万（截至2013年9月）。傻朋克还因此曲获得了第56届格莱美奖“年度制作”及“最佳流行组合表演”两项大奖。

## 制作过程
幸运儿的制作大约历经了一年半的时间。傻朋克初次遇见尼尔·罗杰斯是在1997年其第一张专辑《家庭作业》（Homework）在纽约的专辑试听会上，而自此之后三人就成了要好的朋友。二人认为Chic（尼尔·罗杰斯原所属乐队）对专辑中主打单曲《Around the World》影响颇深，并且也十分敬重罗杰斯。尽管罗杰斯由于之前身患癌症和一系列时间上的冲突耽搁了他们的合作，但最后二人还是成功地将罗杰斯邀请到了纽约的Electric Lady录音室进行专辑制作。巧合的是Electric Lady录音室所在地就处于罗杰斯少年时期住过的街区，而且Chic的第一支单曲也在此录音室录制。听毕傻朋克最初的幸运儿小樣后，罗杰斯觉得除了鼓的声轨以外其他声轨元素都应减弱，这样他才能在小样中加入适合的吉他部分。他回忆道当时他一直尝试着吉他部分“直到傻朋克二人均满意为止”在罗杰斯完成了吉他部分过后，傻朋克二人又重新录制了内森·伊斯特的贝斯部分以配合曲中罗杰斯的吉他部分。当时他进一步回忆道：“等其他人的部分完成之后，他们（指蠢朋克二人）还会给我再听一遍（成品）。”
法瑞尔·威廉姆斯听闻此事（指专辑及其单曲的录制）是在“麦当娜开的一场派对里”，随后他主动要求与傻朋克进行合作。关于主动要求合作一事，他曾在采访里开玩笑称：“就算你只让我在里面（指录制此专辑）打手鼓我也会去的。”后来威廉姆斯与傻朋克在巴黎会面，并且威廉姆斯把当时手中自己的小样给傻朋克二人听了一下。威廉姆斯解释道他深受罗杰斯音乐的影响，但他当时并不知道蠢朋克二人已经与其合作录音的事。威廉姆斯还特别提到傻朋克二人在为幸运儿录制人声部分时极其追求完美主义，不仅让他录很多遍，而且有些特定的地方每一遍还要录出不同的感觉以供他们挑选。作为海王星制作团队（The Neptunes）的成员，威廉姆斯先前在2003年的《Daft Club》混音专辑中重混过傻朋克的经典作品“Harder, Better, Faster, Stronger”。傻朋克也曾经与威廉姆斯的乐队——N.E.R.D一起合作了后者2010年的单曲“Hypnotize U”。

## 单曲宣传
幸运儿正式出现在公众视野是在电视节目《周六夜现场》的两支15秒专辑宣传片广告中。罗杰斯在此曲公布后正式承认了与傻朋克的合作，还特别提到自此曲公布之后大量歌迷自制的混音版在网上涌现。第三支专辑宣传片是在科切拉音乐节上出现的，宣传片中正式宣布了威廉姆斯的加盟，同时在宣传片中也能看到傻朋克与威廉姆斯及罗杰斯在一起表演。关于专辑的八集宣传纪录片“The Collaborators”均用到了幸运儿的片段，尤其是在关于威廉姆斯的那一段宣传纪录片中。
在正式发行前，此单曲已泄露并开始在许多电台播放。在英国，此曲已进入英国广播公司一台、二台与六台的音乐播放表中。在官方发行此单曲后，法瑞尔·威廉姆斯在纽约布鲁克林HTC One新品发布会上首次表演了此曲。
自幸运儿问世以来，傻朋克二人一直鼓励广大网友将其进行再创作，由此单曲也引出了一系列的混音作品，比较成功的案例有PV Nova与TBM等。而幸运儿的12英寸黑胶单曲版本也在2013年7月16日发行，收录了专辑完整版、电台删减版以及傻朋克二人自己重新混音的十分钟版本。傻朋克重新混音的版本一开始是在Spotify上供用户免费收听的，而截至2013年6月27日，此混音版在Spotify上已经达到6400万点击量。2013年6月底，由制作人Nicolas Jaar与音乐人Dave Harrington组成的乐队Darkside发行了一张非官方傻朋克混音专辑《Daftside》Nicolas Jaar在此之前还发行过Grizzly Bear和Brian Eno的作品混音。
罗杰斯在与英国《卫报》的一次采访中表示，幸运儿的音乐录影带已在2013年3月拍摄完毕，并且这支录影带的内容不同于之前在柯启拉音乐节上曝光的第三支专辑预告片，里面会有一群舞者在里面跳舞。但在4月份接受法国音乐杂志《Rock & Folk》采访时，傻朋克则表示音乐录影带并不在目前为幸运儿而做的宣传计划当中。而混音版幸运儿的音乐录影带预告片则于2013年6月25日在Youtube的哥倫比亞唱片公司官方频道发布，预告片中能见到很多舞者跳舞的场景。罗杰斯后来表示“Lose Yourself to Dance”的音乐录影带和幸运儿的拍摄时间与地点是一致的（意指他将两支单曲的音乐录影带弄混了）。
傻朋克二人本来计划在8月6日的美国电视节目《科尔伯特报告》（The Colbert Report）中出现，以此宣传新专辑《超时空记忆》，但二人并未出现。据此节目主持人斯蒂芬·科尔伯特说，傻朋克二人之前并不知道任何关于 MTV 在当时独家宣传此专辑的事（即在2013年MTV音乐录影带大奖上独家宣传，在此次颁奖礼之前上任何的电视节目都算违约），并且在先前录制此次节目当天的早上由于合约冲突被MTV台的高层紧急叫停，两人无法现身。尽管如此，科尔伯特还是在节目中表演了一段先前已经精心录制好的幸运儿恶搞表演，而此表演中出现了许多好莱坞大牌，包括休·劳瑞、杰夫·布里吉斯、吉米·法伦、火箭女郎舞团、布莱恩·克兰斯顿、乔恩·史都华、马特·达蒙以及亨利·基辛格。在之前的节目中，科尔伯特曾称此歌为“本世纪夏日之歌”（"The Song of the Summer of the Century"）。
除电视节目之外，幸运儿还在舞蹈游戏《舞力全开2014》中出现。此歌混音版本亦用于2013年第65届艾美奖“最佳舞蹈编排”提名者的表演中。

## 公众评价
- 《卫报》的麦克·克雷格称此曲“避开了他们上张专辑（指专辑《Human After All》，中国大陆译为《回归》）中咚次咚次的电音之声以及专辑《Discovery》（中国大陆译为《发现》；台湾译为《迪斯科银河大作战》）中由声码器主导的未来感迪斯科”（ "eschews the crunching electronics of their last album and the vocoder-lead （原文如此） future-disco of Discovery"），并且这是“法瑞尔·威廉姆斯在长时间以来与他人合作的最棒作品”（ "best thing Pharrell Williams has been involved with for a long time"）。[8]
- Pitchfork将幸运儿列入“最佳新曲”（Best New Track），称此曲“真正巧妙之处是在尼尔·罗杰斯的手中（是指其在歌中的吉他部分）”（The song's "real elegance lies in the hands of Nile Rodgers"）。[9]
- Digital Spy的路易斯·康纳给此单曲以5星评价，并说尽管蠢朋克二人“富有创意的想法或许不同寻常，但最后结果出来时此曲（就像）是合法的Rush（一种药物，性辅助吸入剂总称）并且我们都能享用”（"Creative methods may be unorthodox, the final result is a legal rush we can all enjoy"）。[10]
- BBC广播一台主持人安妮·麦克在此单曲发行的那一天播放了此曲，并给予好评。她评论称傻朋克并非在做电子舞曲，而更像是在做出“真正的音乐且其能让人与之起舞”（Daft Punk are not making electronic dance music, but rather "real music to dance to"）。
- 《纽约客》的乐评人萨莎·弗瑞瑞-琼斯在杂志中称罗杰斯在此曲中的表现是"as close to magic as pop comes"。[29]
- 《滚石》乐评人威尔·爱马仕给此曲四星评价（满分五星），形容此曲是“一次复古迪斯科即兴演出”（"an old-school disco jam"）并称此曲“很优秀杰出”（"formidable"）。[30]
- PopCrush的Amy Sciarretto也对此歌持积极态度，她称此为“一首令人陶醉不已的歌曲”（"intoxicating track"）并写道此曲“道尽电子音乐所有长处”（"represents all that’s right with electronic music."）。[31]
- 许多音乐人也公开地评论了此曲。英国DJ、电音制作人诺曼·库克（以Fatboy Slim的艺名为人熟知）就在与《Daily Star》的访问中表达了对这首歌的高度赞扬与欣赏：“他们令我印象深刻。这（就像）是一股清新的复古风”（"I'm so impressed by them. It's a breath of fresh old-skool air"）。库克还认为最近流行的电子舞曲已经开始变得索然无味，而“傻朋克（就像是）给了我们所有电音音乐人屁股上一脚”（ "Daft Punk have given us [electronic musicians] all a kick up the arse."）。[32]

## 收录曲目
| 数字下载 1. 幸运儿 (电台版) (feat. 法瑞尔·威廉姆斯) - 4:08 数字下载之混音版 1. 幸运儿 (傻朋克重混音版) (feat. 法瑞尔·威廉姆斯) - 10:33 | CD单曲 1. 幸运儿 (专辑版) (feat. 法瑞尔·威廉姆斯) - 6:07 2. 幸运儿 (电台版) (feat. 法瑞尔·威廉姆斯) - 4:08 |

12寸黑胶单曲
| A面 1. 幸运儿 (傻朋克重混音版) (feat. 法瑞尔·威廉姆斯) - 10:31 | B面 1. 幸运儿 (专辑版) (feat. 法瑞尔·威廉姆斯) - 6:07 2. 幸运儿 (电台版) (feat. 法瑞尔·威廉姆斯) - 4:08 |

## 排行榜
| 成绩 (2013–2014)                                  | 峰值 排位 |
| ------------------------------------------------- | --------- |
| 澳大利亚（澳大利亚唱片业协会單曲榜）              | 1         |
| 奥地利（Ö3四十强单曲榜）                          | 1         |
| 比利时佛兰德（Ultratop五十强单曲榜）              | 1         |
| 比利时瓦隆（Ultratop五十强单曲榜）                | 1         |
| 加拿大（Canadian Hot 100）                        | 2         |
| 捷克（電台百強單曲榜）                            | 3         |
| 捷克（百強數位單曲榜）                            | 1         |
| 丹麥（Hitlisten单曲榜）                           | 1         |
| 歐洲（《告示牌》Euro Digital Song Sales）         | 1         |
| 芬兰（芬蘭官方單曲榜）                            | 2         |
| 法国（法國唱片出版業公會單曲榜）                  | 1         |
| 德国（德國官方單曲榜）                            | 1         |
| 匈牙利（四十強舞曲榜）                            | 1         |
| 匈牙利（四十强电台榜）                            | 1         |
| 匈牙利（四十強單曲榜）                            | 1         |
| 愛爾蘭（愛爾蘭唱片音樂協會单曲榜）                | 1         |
| 以色列（媒体森林电台榜）                          | 1         |
| 意大利（意大利音乐产业联盟单曲榜）                | 1         |
| 日本（Japan Hot 100）                             | 6         |
| Japan Adult Contemporary (Billboard)              | 1         |
| 盧森堡（《告示牌》Luxembourg Digital Song Sales） | 1         |
| 荷兰（荷蘭四十強單曲榜）                          | 2         |
| 荷兰（百强单曲榜）                                | 2         |
| 新西兰（新西兰唱片音乐协会单曲榜）                | 2         |
| 挪威（世道單曲榜）                                | 2         |
| 波蘭（波蘭百大電台榜）                            | 2         |
| 波蘭（波蘭五十強舞曲榜）                          | 1         |
| 俄罗斯（Tophit俄罗斯电台榜）                      | 1         |
| 蘇格蘭（官方榜单公司單曲榜）                      | 1         |
| 斯洛伐克（電台百強單曲榜）                        | 1         |
| 斯洛伐克（百強數位單曲榜）                        | 1         |
| 斯洛文尼亚 (SloTop50)                             | 1         |
| 南非（非洲娛樂監測单曲榜）                        | 1         |
| 西班牙（西班牙音樂製作協會）                      | 1         |
| 瑞典（瑞典最熱榜）                                | 2         |
| 瑞士（瑞士热门音乐榜）                            | 1         |
| 英國（官方榜单公司單曲榜）                        | 1         |
| 英國（官方榜单公司舞曲榜）                        | 1         |
| 乌克兰（Tophit乌克兰电台榜）                      | 8         |
| 美国（《告示牌》百大單曲榜）                      | 2         |
| 美國（《告示牌》Adult Alternative Songs）         | 29        |
| 美國（《告示牌》成人當代單曲榜）                  | 18        |
| 美國（《告示牌》Adult Pop Airplay）               | 8         |
| 美國（《告示牌》Alternative Airplay）             | 5         |
| 美國（《告示牌》Dance Club Songs）                | 1         |
| 美國（《告示牌》Dance/Mix Show Airplay）          | 1         |
| 美國（《告示牌》Hot Dance/Electronic Songs）      | 1         |
| 美國（《告示牌》Latin Pop Airplay）               | 6         |
| 美國（《告示牌》Pop Airplay）                     | 2         |
| 美國（《告示牌》R&B/Hip-Hop Airplay）             | 37        |
| 美國（《告示牌》Rhythmic Songs）                  | 2         |

| 成绩 (2022)                        | 峰值 排位 |
| ---------------------------------- | --------- |
| 全球（Billboard Global 200）       | 92        |
| Slovakia (Singles Digitál Top 100) | 87        |

| 成绩 (2013)                               | 排位 |
| ----------------------------------------- | ---- |
| Australia (ARIA)                          | 7    |
| Austria (Ö3 Austria Top 40)               | 13   |
| Belgium (Ultratop Flanders)               | 2    |
| Belgium (Ultratop Wallonia)               | 3    |
| Brazil (Crowley)                          | 27   |
| Canada (Canadian Hot 100)                 | 6    |
| Denmark (Tracklisten)                     | 4    |
| France (SNEP)                             | 1    |
| Germany (Media Control AG)                | 4    |
| Hungary (Dance Top 40)                    | 4    |
| Hungary (Rádiós Top 40)                   | 6    |
| Ireland (IRMA)                            | 4    |
| Israel (Media Forest)                     | 1    |
| Italy (FIMI)                              | 1    |
| Japan (Japan Hot 100)                     | 12   |
| Netherlands (Dutch Top 40)                | 5    |
| Netherlands (Mega Single Top 100)         | 3    |
| New Zealand (Recorded Music NZ)           | 9    |
| Russia Airplay (TopHit)                   | 3    |
| Slovenia (SloTop50)                       | 2    |
| Spain (PROMUSICAE)                        | 2    |
| Sweden (Sverigetopplistan)                | 14   |
| Switzerland (Schweizer Hitparade)         | 3    |
| Ukraine Airplay (TopHit)                  | 28   |
| UK Singles (Official Charts Company)      | 2    |
| US Billboard Hot 100                      | 14   |
| US Adult Top 40 (Billboard)               | 36   |
| US Alternative Songs (Billboard)          | 26   |
| US Dance Club Songs (Billboard)           | 4    |
| US Dance/Mix Show Airplay (Billboard)     | 7    |
| US Hot Dance/Electronic Songs (Billboard) | 2    |
| US Mainstream Top 40 (Billboard)          | 18   |
| US Rock Airplay (Billboard)               | 26   |
| US Rhythmic (Billboard)                   | 6    |

| 成绩 (2014)                               | 排位 |
| ----------------------------------------- | ---- |
| Belgium (Ultratop Flanders)               | 99   |
| Belgium Urban (Ultratop)                  | 17   |
| Brazil (Crowley)                          | 76   |
| France (SNEP)                             | 28   |
| Hungary (Dance Top 40)                    | 20   |
| Hungary (Single Top 40)                   | 78   |
| Italy (FIMI)                              | 79   |
| Netherlands (Single Top 100)              | 93   |
| Russia Airplay (TopHit)                   | 72   |
| Slovenia (SloTop50)                       | 22   |
| US Hot Dance/Electronic Songs (Billboard) | 13   |

| 成绩 (2021)                               | 排位 |
| ----------------------------------------- | ---- |
| US Hot Dance/Electronic Songs (Billboard) | 77   |

| 成绩 (2010–2019)                          | 排位 |
| ----------------------------------------- | ---- |
| Australia (ARIA)                          | 90   |
| UK Singles (Official Charts Company)      | 36   |
| US Hot Dance/Electronic Songs (Billboard) | 13   |

| 成绩 (1955–2020)                     | 排位 |
| ------------------------------------ | ---- |
| UK Singles (Official Charts Company) | 45   |

## 销售认证
| 地區                                                                       | 认证    | 认证单位/销量 |
| -------------------------------------------------------------------------- | ------- | ------------- |
| 澳大利亚（澳大利亚唱片业协会）                                             | 6× 白金 | 420,000^      |
| 奥地利（國際唱片業協會奧地利分會）                                         | 白金    | 30,000*       |
| 比利时（比利時唱片音樂協會）                                               | 2× 白金 | 60,000*       |
| 加拿大（加拿大音乐协会）                                                   | 钻石    | 800,000‡      |
| 丹麦（國際唱片業協會丹麥分會）                                             | 白金    | 30,000^       |
| 芬兰（國際唱片業協會芬蘭分會）                                             | 金      | 53,429        |
| 法国（法國唱片出版業公會）                                                 | 钻石    | 411,000       |
| 德国（聯邦音樂產業協會）                                                   | 5× 金   | 750,000‡      |
| 意大利（意大利音乐产业联盟）                                               | 5× 白金 | 150,000‡      |
| 墨西哥（墨西哥音像製品協會）                                               | 3× 钻石 | 900,000‡      |
| 新西兰（新西兰唱片音乐协会）                                               | 2× 白金 | 30,000*       |
| 挪威（國際唱片業協會挪威分会）                                             | 2× 白金 | 20,000*       |
| 葡萄牙（葡萄牙唱片業協會）                                                 | 2× 白金 | 40,000‡       |
| 西班牙（西班牙音樂製作協會）                                               | 金      | 20,000*       |
| 瑞典（瑞典唱片業協會）                                                     | 2× 白金 | 80,000‡       |
| 瑞士（國際唱片業協會瑞士分会）                                             | 3× 白金 | 90,000^       |
| 英国（英国唱片业协会）                                                     | 4× 白金 | 2,400,000‡    |
| 美国（美國唱片業協會）                                                     | 8× 白金 | 8,000,000‡    |
| 流媒体播放                                                                 |         |               |
| 丹麦（國際唱片業協會丹麥分會）                                             | 4× 白金 | 10,400,000†   |
| *僅含認證的實際銷量 ^僅含認證的出貨量 ‡僅含認證的+實際銷量 †僅含認證的銷量 |         |               |